# Bečov (Mosti járás)
Bečov település Csehországban, a Mosti járásban. Bečov Raná, Most, Volevčice, Břvany, Bělušice, Lišnice, Korozluky, Skršín és Polerady településekkel határos. Lakosainak száma 1386 fő (2024. január 1.).

## Népesség
A település lakosságának változását az alábbi diagram mutatja:
| Lakosok száma | 1368 | 1614 | 1975 | 1333 | 1989 | 2079 | 1434 | 1445 | 1397 | 1386 |
|               | 1869 | 1890 | 1921 | 1950 | 1980 | 2001 | 2017 | 2019 | 2022 | 2024 |